# Club de l'hôtel de Massiac
Club de l'hôtel de Massiac, eller bara Massiac Club, var en fransk politisk klubb, grundad i Paris 1789 och upplöst 1791. Den fick sitt namn efter sin sammanträdeslokal, Hôtel de Massiac. 
Massiac Club var en anti-revolutionär klubb bildad av franska plantageägare från Saint Domingue. Syftet var att lobba för sina intressen i det franska parlamentet, främst att verka mot de mänskliga rättigheterna och avskaffandet av slaveriet de fruktade skulle bli följden av dessa, och i dessa mål var det motståndare till Société des amis des Noirs. Klubben var länge framgångsrik i att fördröja avskaffandet av slaveriet i kolonierna, som dröjde ända fram till 1793-94. 
Klubben upplöstes efter utbrottet av haitiska revolutionen 1791. 